# 3-метилфентаніл
3-метилфентаніл — синтетичний опіоїдний анальгетик, похідний фентанілу. У 400-6000 разів перевищує морфін за анальгетичною активністю. На даний час це найбільш поширений аналог фентанілу. Мінімальна летальна доза  — 250 мкг. ED50 — 0.0022 мг / кг.

## Історія
3-метілфентаніл був вперше відкритий в 1974 році, незабаром після чого отримав поширення як вуличний наркотик і альтернатива кустарно виробленому альфа-метілфентанілу. Проте 3-метілфентаніл виявився куди більш сильним опіоїдом і у зв'язку з цим представляв велику небезпеку і привабливість для виробників наркотиків. Існують ще сильніші опіоїди, ніж 3-метілфентаніл, такі як карфентаніл або охмефентаніл, але їх виробництво більш складне, тому вони не так широко представлені на ринку наркотиків.
Через вкрай низьку дієву дозу, ще нижчу, ніж у фентанілу, 3-метілфентаніл надзвичайно небезпечний при використанні в рекреаційних цілях.